# Pyrrhia aconita
Pyrrhia aconita är en fjärilsart som beskrevs av Holtz 1902. Pyrrhia aconita ingår i släktet Pyrrhia och familjen nattflyn. Inga underarter finns listade.